# Lionel Pina
Lionel Pina est un acteur américain né le 10 mars 1956 à New York, New York (États-Unis).

## Filmographie
- 1974 : La Loi et la pagaille (Law and Disorder) d'Ivan Passer : Chico
- 1975 : Un après-midi de chien (Dog Day Afternoon) : pizzaiolo
- 1975 : The Silence (TV) : Pete
- 1976 : Marathon Man : membre de gang
- 1976 : Sybil (TV) : Tommy
- 1978 : Watch Your Mouth (série TV) : Carlos Alvarez
- 1980 : Captain Avenger (en) (Hero at Large) : 3e adolescent
- 1980 : Night of the Juggler : Loco
- 1980 : Willie and Phil : le mari de la porto-ricaine
- 1981 : Fanatique (The Fan) : client du vidéo club
- 1981 : Le Prince de New York (Prince of the City) : Sancho
- 1984 : A Doctor's Story (TV) : Counterman
- 1984 : Deux flics à Miami (Miami Vice) - Saison 1, épisode 4 : Jake Estaban
- 2005 : Brooklyn Battery : Bobby
- 2006 : Inside Man : L'Homme de l'intérieur (Inside Man) : Le policier avec des pizzas